# میلا یوویچ
میلا یوویچ (به انگلیسی: Milla Jovovich؛ به روسی: Милла Йовович) (زادهٔ ۱۷ دسامبر ۱۹۷۵ در کی‌یف اوکراین) بازیگر، مدل، خواننده و طراح مد اوکراینی-آمریکایی است.

## زندگی
مادرِ میلا مدل و بازیگری روس به نامِ گالینا یوویچ و پدرش پزشکی اهلِ یوگسلاوی بود.
او زمانی که ۵ سال بیشتر نداشت همراهِ خانواده به شهر ساکرامنتو مرکز ایالت کالیفرنیا مهاجرت کرد. میلا به دلیل چهرهٔ زیبا و معصومش و چشمان آبی رویایی‌اش (و همچنین شهرت مادرش) خیلی زود توانست توجه فعالان صنعت مدلینگ را به خود جلب کند. او حرفهٔ مدلینگ را از سن ۱۱ سالگی آغاز کرد و به دلیل زیبایی خیلی زود عکس‌های او جلد تمام مجلات مد و مدل ایالات متحده را پوشش داد.
پس از کسب موفقیت‌های پی در پی در عرصهٔ مدلینگ میلا و مادرش تصمیم گرفتند که او را وارد عالم سینما نیز کنند. این اتفاق در سال ۱۹۸۸ وقتی که میلا ۱۳ سال بیشتر نداشت با بازی در فیلم اتصال دو ماه (به انگلیسی: Two Moon Junction) ساختهٔ زالمان کینگ به وقوع پیوست.

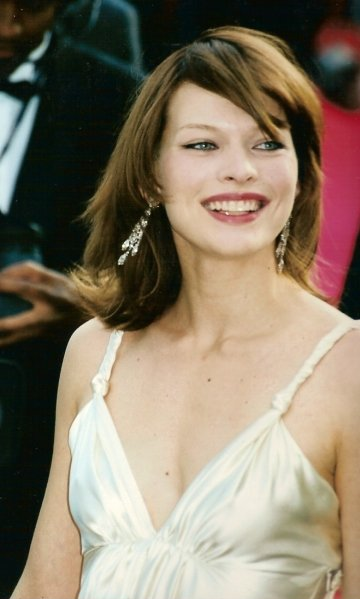
میلا یوویچ در جشنواره کن ۲۰۰۰

فیلم بعدی میلا یعنی بازگشت به مرداب آبی (به انگلیسی: Return to the Blue Lagoon) برای او موفقیت‌آمیز بود. این فیلم که دنبالهٔ فیلم مرداب آبی بود فروش خوبی داشت. این فیلم با بازی بروک شیلدز دربارهٔ چند کودک است که با هم در جزیره‌ای متروک زندگی می‌کنند و میلا توانست در نقش یکی از این کودکان نقش خود را بهتر از سایرین بازی کند.
اما پس از این فیلم و دو فیلم دیگر میلا موقتاً از سینما فاصله گرفت تا اولین آلبوم موسیقی خود را ضبط کند. اوکار ضبط اولین آلبومش را در سال ۱۹۹۴ به پایان رساند. در این آلبوم میلا هم خواننده هم نوازندهٔ گیتار و هم ترانه‌سرا بود. این آلبوم که کمدی الهی (به انگلیسی: The Divine Comedy) نام گرفت تنها چند روز پس از انتشار با اقبال عمومی و تعریف‌ها و تمجیدهای منتقدان دنیای موسیقی رو به رو شد. صدای گرم و گرفتهٔ میلا به همراه ترانه‌های زیبایی که سروده بود باعث شد که این آلبوم که بیشتر در سبک موسیقی کلاسیک قرار می‌گرفت در همان سال فروش خوب و حیرت‌آوری داشته باشد.
به دنبال این موفقیت‌ها توجه هالیوود به وی جلب شد و در سال ۱۹۹۶ کارگردان مشهور فرانسوی لوک بسون از میلا برای بازی در فیلم عنصر پنجم (به انگلیسی: The Fifth Element) که داستانی در قرن بیست وسوم را روایت می‌کرد دعوت کرد. وی در این فیلم گریمی جالب توجه داشت و در کنار ستارگانی چون بروس ویلیس و گری اولدمن به ایفای نقش پرداخت. عنصر پنجم یکی از پر فروش‌ترین وموفقیت آمیزترین فیلم‌های سال شد و همچنین توانایی او را به عنوان یک بازیگر اکشن به دنیا شناساند.
به دنبال این موفقیت میلا آلبوم دوم خود را با نام plastic has memory در سال ۱۹۹۸ بیرون داد که این آلبوم هم موفقیت قبلی را تکرار کرد.
او در سال ۱۹۹۷ با کارگردان عنصر پنجم یعنی لوک بسون ازدواج کرد. در سال ۱۹۹۹ در دومین فیلم با کارگردانی لوک بسون به نام پیام آور: داستان ژاندارک بازی کرد که متأسفانه شیوهٔ نگارش فیلم نامه، نشان دادن صحنه‌های فراوانی که به لحاظ تاریخی نادرست بودند (مانند قتل خواهر ژاندارک به دست انگلیسی‌ها) و تغییراتی که از نظر فرانسوی‌ها در قصه داده شده بود و در آن ژاندارک را یک دختر دیوانه و روان پریش به تصویر کشیده شده بود باعث خشم فرانسوی‌ها شد. از سوی دیگر منتقدان هم این فیلم را حسابی سلاخی کردند و منتقدان و مردم در فیلم به بازی میلا هم ایرادهای فراوانی گرفتند.

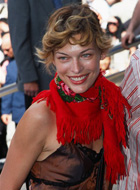
میلا یوویچ در جشنواره کن ۲۰۰۲

بازی در این فیلم نه تنها نقطهٔ پایان همکاری میلا با لوک بسون بود بلکه نقطهٔ پایان زندگی مشترکشان نیز بود. میلا در همان سال یعنی ۱۹۹۹ از این کارگردان فرانسوی که ۲۰ سال از او بزرگتر بود جدا شد.
اما زمان بد شانسی دیری نپایید. در سال ۲۰۰۰ ویم وندرس از میلا برای بازی در فیلمش هتل میلیون دلاری دعوت به عمل آورد. در این فیلم میلا نقش یک دختر عقب ماندهٔ ذهنی را به خوبی ایفا کرد. به‌طوری‌که فیلم علاوه بر فروش فوق‌العاده مورد توجه منتقدان هم واقع شد. میلا در این فیلم علاوه بر بازیگری دو قطعه ترانه هم برای فیلم سرود و خودش هم آن را خواند.
در سال ۲۰۰۲ پل اندرسون او را برای بازی در تریلر علمی تخیلی رزیدنت ایول انتخاب کرد. این فیلم که از روی یکی از مشهورترین بازی‌های ویدئویی ساخته شده بود که توانست پر فروش باشد اما در واقع این فیلم نسبت به دیگر فیلم‌های علمی تخیلی فروش چندان بالایی نداشت.

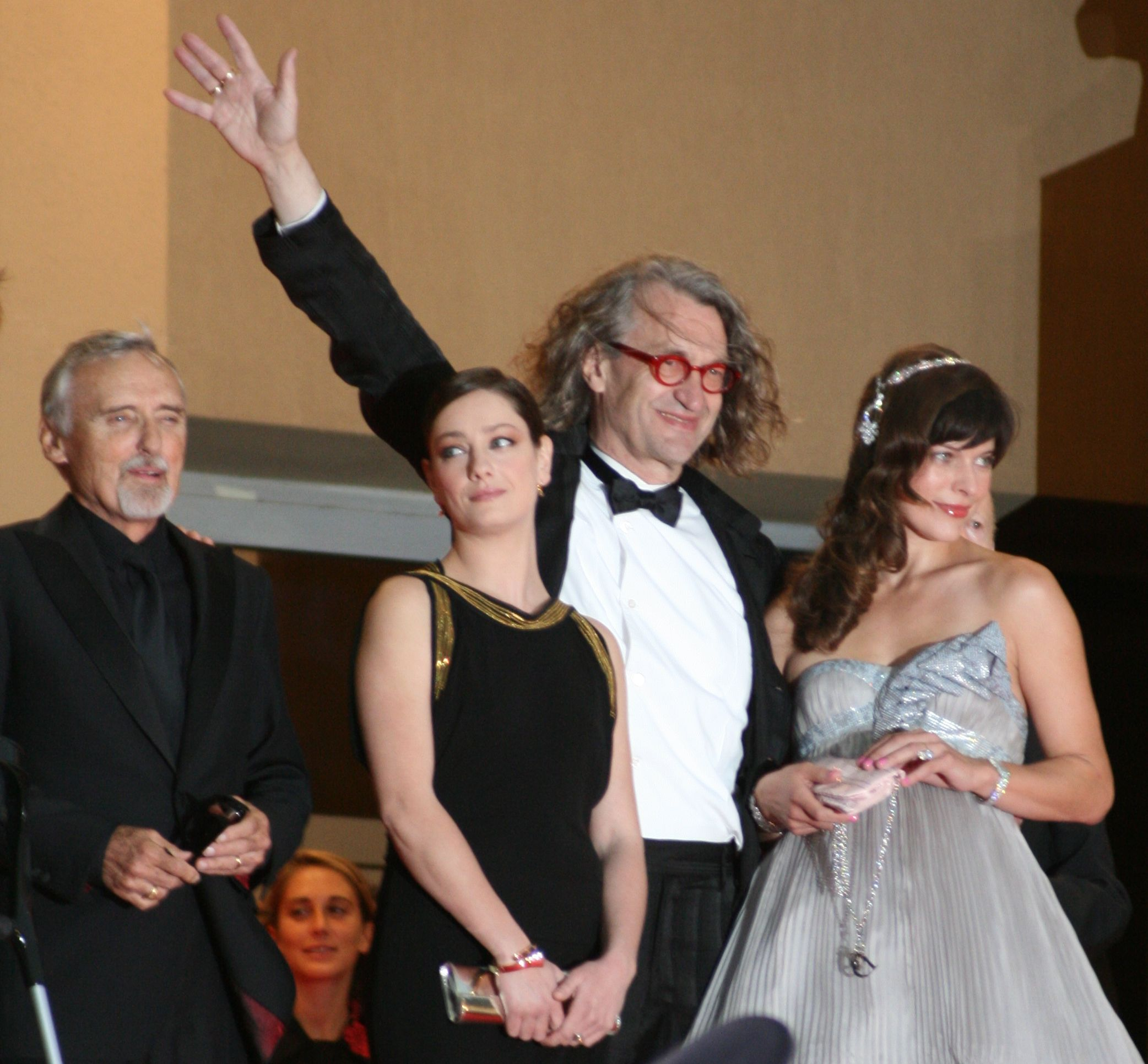
از راست به چپ: یوویچ، ویم وندرس، جوانا متزوجورنو و دنیس هاپر در جشنواره فیلم کن ۲۰۰۸

رزیدنت ایول نسبت به بودجهٔ ساختش فروش خوبی کرد (۳۹ میلیون دلار در ایالات متحده) همین عامل باعث شد که کمپانی سونی پیکچرز رزیدنت ایول ۲ را نیز بسازد. میلا برای بازی در فیلم رزیدنت اویل حدود ۱۸ میلیون دلار دستمزد گرفت. او در سال ۲۰۰۳ با پل اندرسون نامزد کرد و در سال ۲۰۰۷ نخستین کودک خود را که یک دختر به اسم ever gabo بود را به دنیا آورد. و هم چنین به همراه یکی از دوستان خود به نام کارمن هاک یک کمپانی طراحی مد و لباس را در ۱۳ سپتامبر ۲۰۰۵ راه انداخت
پس از آن در سری‌های بعدی فیلم رزیدنت اویل به بازی پرداخت.
در قسمت چهارم فیلم رزیدنت اویل با گریمی متفاوت نسبت به سه قسمت قبل با موهای قهوه‌ای ظاهر شد و آن فیلم به دلیل فناوری سه بعدی فروش ۲۹۶ میلیون دلاری را کسب کرد که نسبت به سه سری قبلی موفقیت بزرگی بود پس از آن در رزیدنت ایول: قصاص ایفای نقش کرد که این فیلم نیز با فروشی قابل توجه در جهان روبرو شد. قسمت پایانی مجموع فیلم‌های رزیدنت اویل به نام رزیدنت اویل:قسمت پایانی در ژانویه ۲۰۱۷ پخش گردید و به فروشی ۳۱۲ میلیون دلاری دست پیدا کرد.

## نکات جالب توجه

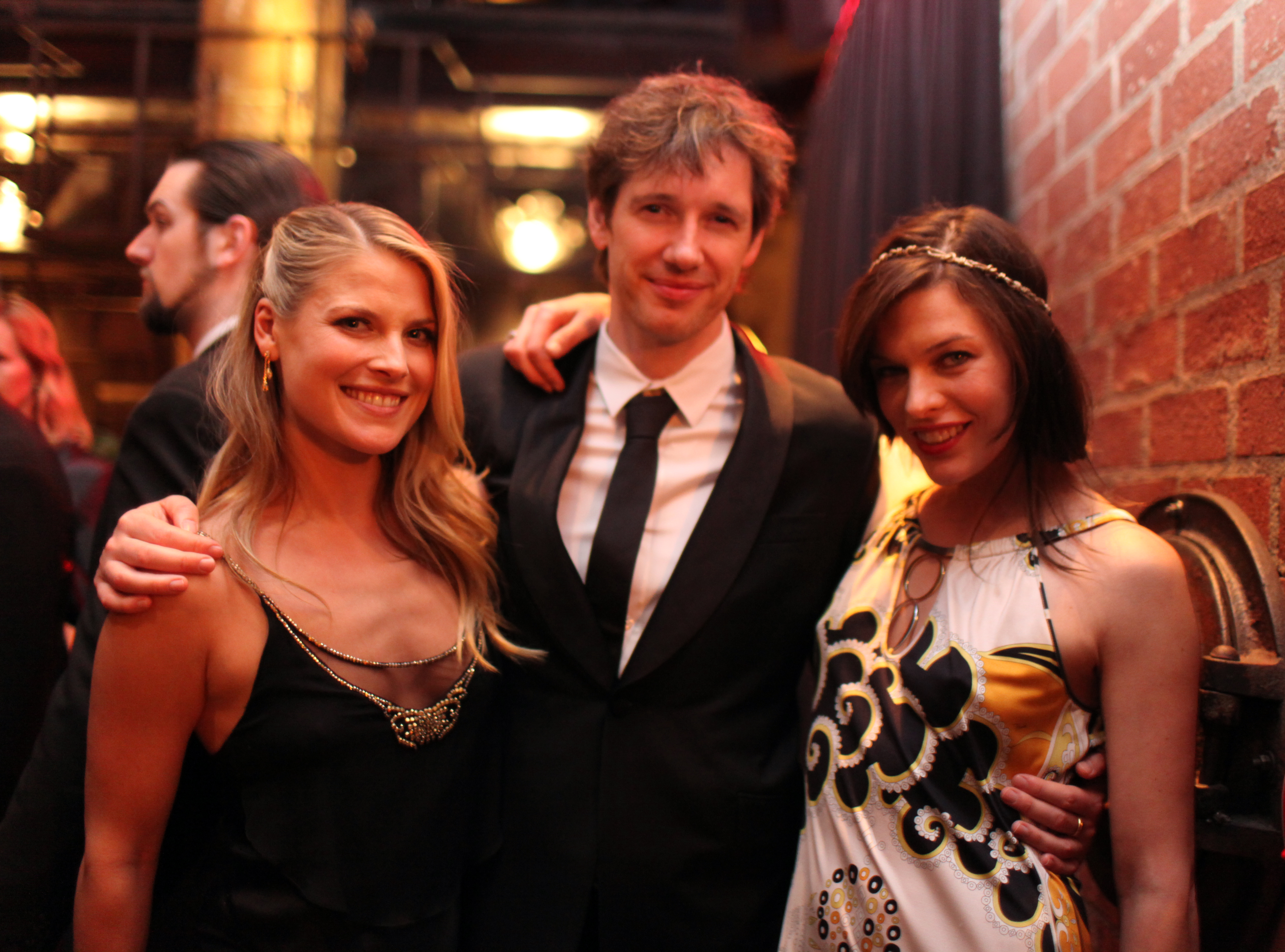
از راست به چپ: یوویچ، پل اندرسون و الی لارتر، ژانویه ۲۰۰۹

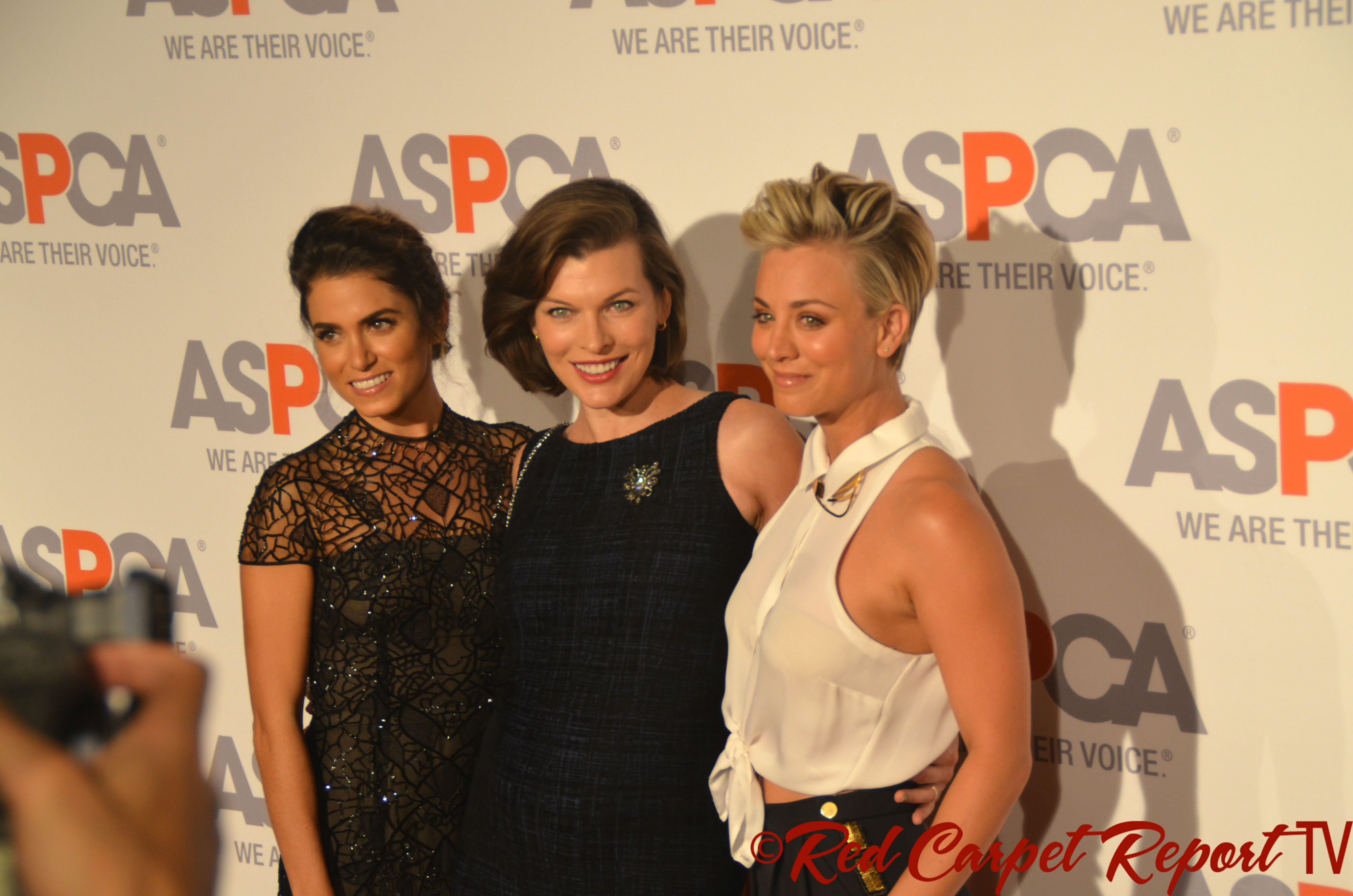
از راست به چپ: کیلی کوئوکو، یوویچ و نیکی رید، اکتبر ۲۰۱۴‏

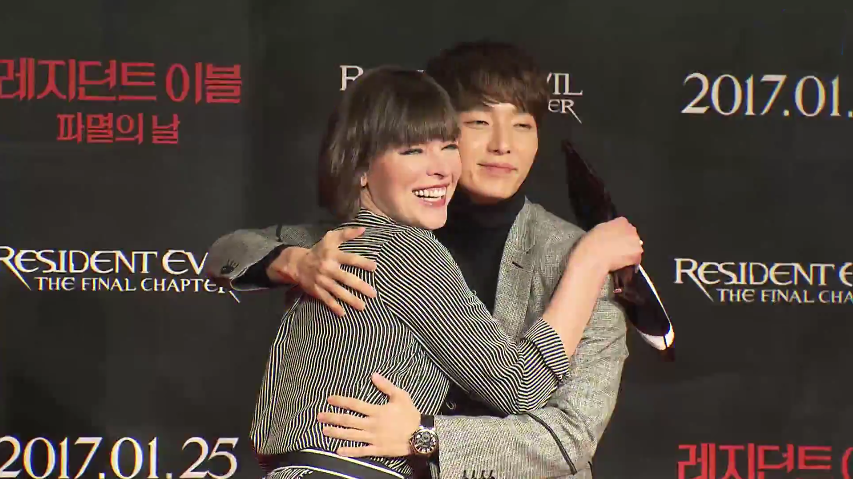
یوویچ و لی جون گی بازیگر کره‌ای، ژانویه ۲۰۱۷‏

- نام خانوادگی میلا دو نوع تلفظ دارد. در زبان روسی به صورت یوویچ و در انگلیسی آمریکایی به صورت جوویچ تلفظ می‌شود. جالب است بدانید که به غیر از آمریکایی‌ها هیچ ملت دیگری آن را به صورت جوویچ تلفظ نمی‌کنند حتی بریتانیایی‌ها.

- تاریخ دقیق تولد: ۱۷ دسامبر ۱۹۷۵ ساعت پنج و پانزده دقیقهٔ بعد از ظهر در کی‌یف اوکراین
- اسم کوچک او بر وزن zheela تلفظ می‌شود
- از نظر ستاره‌شناسی چینی میلا در سال خرگوش و از نظر ستاره‌شناسی غربی در سال کماندار زاده شده‌است
- قد:۵ فوت و ۹ اینچ برابر با ۱۷۴ سانتی‌متر
- سایز بدن:۳۴-۲۴-۳۴ اینچ برابر با ۸۶-۶۱-۸۶ سانتی‌متر (اندازه‌هایی که خیاط‌ها برای دوختن لباس به کار می‌برند)
- سایز لباس:در مقیاس آمریکیی ۶
- سایز کفش:در مقیاس آمریکایی ۵/۹ و در مقیاس اروپایی ۵/۴۰
- رنگ چشم:آبی لاجوردی
- رنگ مو:قهوهٔ
- میلا چپ دست است ولی گیتار را با دست راست می‌نوازد
- او فقط یک برادر نا تنی دارد که ۱۶ سال از خودش کوچکتر است
- میلا تا به حال دو بار ازدواج کرده‌است. اولی در حین فیلم‌برداری فیلم گیج و مبهوت (به انگلیسی: Dazed and Confused) با شان اندروز (به انگلیسی: ShawnAndrews) در تاریخ ۱۰/۰۲/۱۹۹۲ که ازدواج آن‌ها در همان سال به جدایی انجامید، (زیرا میلا فقط ۱۶ سال داشت). دومی در تاریخ ۱۴/۱۲/۱۹۹۷ با لوک بسون که در سال ۱۹۹۹ به جدایی انجامید.
- میلا توسط ریچارد اودان از چهره‌های برجستهٔ دنیای مدلینگ به عنوان فراموش نشدنی‌ترین زن جهان انتخاب شد
- اولین بار در اکتبر ۱۹۸۷ مجلهٔ ایتالیایی Lei جلدش را با عکس میلای ۱۱ ساله مزین کرد

## فیلم‌شناسی

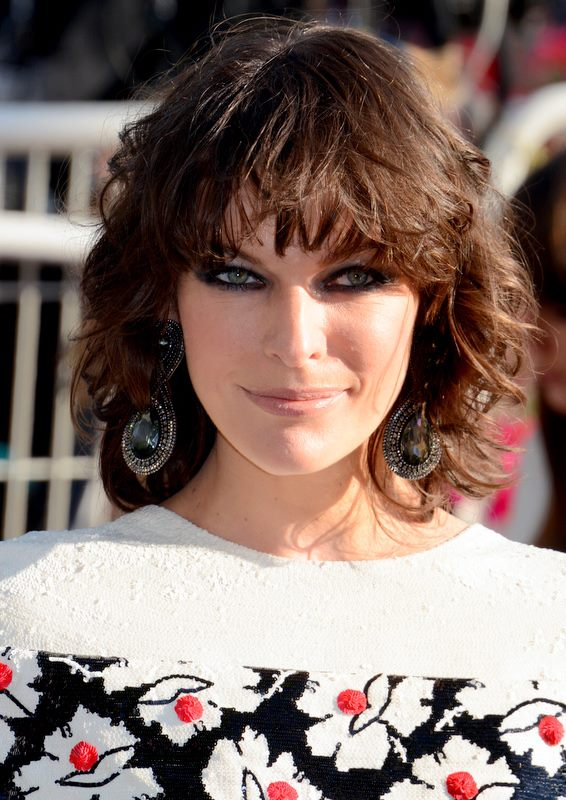
میلا یوویچ در جشنواره فیلم کن ۲۰۱۳

| سال   | نام فیلم                     | نقش                    | توضیحات           |
| ----- | ---------------------------- | ---------------------- | ----------------- |
| ۱۹۸۸  | اتصال دو ماه                 | سامانتا                |                   |
| ۱۹۹۱  | بازگشت به مرداب آبی          | لیلی هارگریو           |                   |
| ۱۹۹۲  | کافس                         | مایا کارلتن            |                   |
| ۱۹۹۲  | چاپلین                       | میلدرد هریس            |                   |
| ۱۹۹۳  | مات و مبهوت                  | میشل بروس              |                   |
| ۱۹۹۷  | عنصر پنجم                    | لیلو دی سابت           |                   |
| ۱۹۹۸  | او بازی را برد               | داکوتا برنز            |                   |
| ۱۹۹۹  | پیام‌آور: داستان ژاندارک      | ژان دارک               |                   |
| ۲۰۰۰  | ادعا                         | لوسیا                  |                   |
| ۲۰۰۰  | هتل میلیون‌دلاری              | الویس                  |                   |
| ۲۰۰۱  | زولندر                       | کاترینا                |                   |
| ۲۰۰۲  | رزیدنت اویل                  | آلیس                   |                   |
| ۲۰۰۲  | تو احمقی                     | ندین                   |                   |
| ۲۰۰۳  | عمل بد                       | ارین                   |                   |
| ۲۰۰۴  | رزیدنت ایول: آخرالزمان       | آلیس                   |                   |
| ۲۰۰۵  | کالیگولا                     | جولیا درازیلا          | فیلم کوتاه        |
| ۲۰۰۶  | فرابنفش                      | ویولت سانگ جات شریف    |                   |
| ۲۰۰۶  | ۴۵                           | کیت                    |                   |
| ۲۰۰۷  | رزیدنت ایول: انقراض          | آلیس                   |                   |
| ۲۰۰۸  | فیلمبرداری در پالرمو         | خودش                   |                   |
| ۲۰۰۹  | گریز بی‌نقص                   | سیدنی اندرسون          |                   |
| ۲۰۰۹  | نوع چهارم                    | دکتر ابیگل تیلور       |                   |
| ۲۰۱۰  | استون                        | لوچتا کریستون          |                   |
| ۲۰۱۰  | رزیدنت ایول: زندگی پس از مرگ | آلیس                   |                   |
| ۲۰۱۰  | دختر کثیف                    | سوان ادموندسون         |                   |
| ۲۰۱۱  | مشکل خوش‌شانس                 | نادیا                  | فیلم به زبان روسی |
| ۲۰۱۱  | پرورش بابی                   | اولایو                 |                   |
| ۲۰۱۱  | سه تفنگدار                   | میلدی د وینتر          |                   |
| ۲۰۱۱  | چهره‌ها در جمعیت              | آنا                    |                   |
| ۲۰۱۲  | رزیدنت ایول: قصاص            | آلیس                   |                   |
| ۲۰۱۴  | سیمبلین                      | ملکه                   |                   |
| ۲۰۱۵  | بازمانده                     | کیت ابوت               |                   |
| ۲۰۱۶  | زولندر ۲                     | کاترینا                |                   |
| ۲۰۱۶  | رزیدنت ایول: قسمت پایانی     | آلیس                   |                   |
| ۲۰۱۷  | شوک و ترس                    | ولاتکا                 |                   |
| ۲۰۱۸  | دنیای آینده                  | دراگ لرد               |                   |
| ۲۰۱۸  | تازه‌کاران                    | مأمور بروس             |                   |
| ۲۰۱۹  | تپه‌های بهشت                  | دوشیزه                 |                   |
| ۲۰۱۹  | پسر جهنمی                    | بانوی دریاچه           |                   |
| ۲۰۲۰  | شکارچی هیولا                 | کاپیتان ناتانیل آرتمیس |                   |
| ۲۰۲۴  | نفس بکش                      | تس                     |                   |
| ۲۰۲۵  | در سرزمین‌های گمشده           | گری آلیس               |                   |
| آینده | نیمه‌شب                       |                        |                   |
| آینده | جهان شکن                     |                        |                   |

### نمایش‌های تلویزیونی
| سال  | فیلم                         | نقش              | توضیحات                      |
| ---- | ---------------------------- | ---------------- | ---------------------------- |
| ۱۹۸۸ | The Night Train to Kathmandu | Lily McLeod      | (TV)                         |
| ۱۹۸۸ | سواران کوچک                  | Katie            | Episode "Childhood's End"    |
| ۱۹۸۹ | ازدواج کرده با بچه           | Yvette           | Episode "Fair Exchange"      |
| ۱۹۹۰ | Parker Lewis Can't Lose      | Robin Fecknowitz | Episode "Pilot"              |
| ۲۰۰۲ | پادشاه تپه                   | Serena           | Episode "Get Your Freak Off" |
| ۲۰۰۴ | Cirque du Soleil: Solstrom   | Acrobat          | Episode "Cosmic"             |

## شوها وکلیپ‌ها
- playing dead: Resident evil from game to screen (۲۰۰۲)
- the making and meaninig of "we are family" (۲۰۰۲)
- VH1/vogue fashion awards (۲۰۰۰)
- Teen vid ۲ (۱۹۹۱)
- Gentelman who fell (۱۹۹۳)
- Gentelman Who fell[version ۲] (۱۹۹۴)

## موسیقی

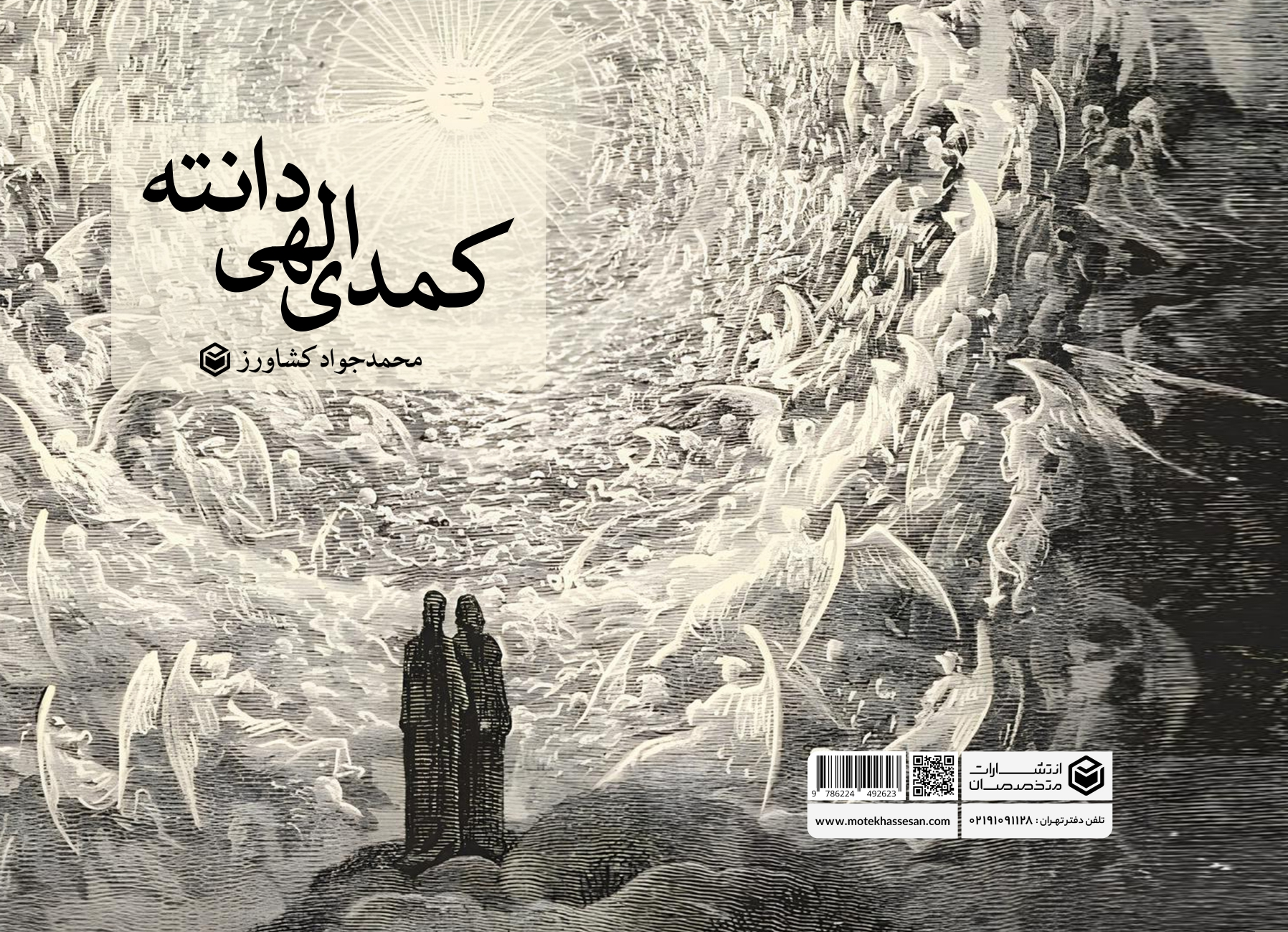
The Divine Comedy.

میلا یوویچ تا به حال دو آلبوم رسمی منتشر کرده و تعداد زیادی تک‌آهنگ در فیلم‌های مختلف و مراسم مختلف اجرا کرده‌است. آلبوم اول او The Divine Comedy و آلبوم دوم The People Tree Sessions نام دارند.

## تک‌آهنگ‌ها
میلا تا به حال چندین آهنگ در فیلم‌هایی که خود در آن‌ها بازی کرده اجرا کرده‌است. از میان این فیلم‌ها می‌توان به هتل میلیون دلاری و گیج و مبهوت اشاره کرد.
هم چنین او یکی از آهنگ سازان فیلم Underworld با بازی کیت بکینسال نیز بوده‌است.